# Puch 500 (Motorrad)

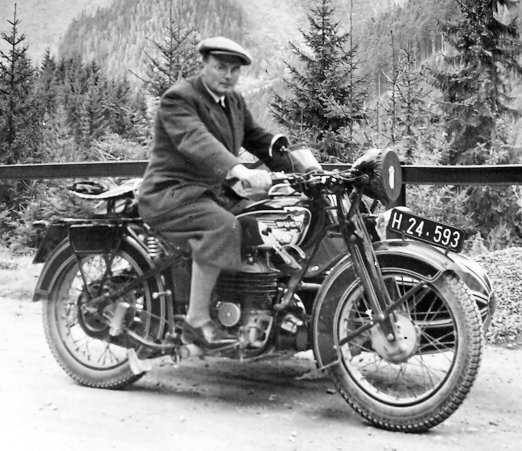
Motorrad Puch 500 VL mit Felber-Beiwagen 1937

Der Name Puch 500 bezeichnete ein Motorrad, das die Steyr Daimler Puch AG in ihrem Werk in Graz-Thondorf in den Jahren 1931 bis 1938 herstellte.
Das Fahrzeug eignete sich für den Solobetrieb und für die Verwendung in Seitenwagen-Gespannen. Es enthielt eine Reihe technisch neuartiger Bauteile, die in der Fachwelt aufhorchen ließen. Ein Zweizylinder-Zweitakt-Reihenmotor besorgte den Antrieb. Dank ihrer Zuverlässigkeit waren Motorräder dieses Typs jahrzehntelang in Gebrauch.

## Vorläufer und Entwicklung
Die Puchwerke hatten schon 1928 ein für den Beiwagenbetrieb geeignetes Motorrad auf den Markt gebracht. Es war mit einem Viertaktmotor der Firma J.A.P. ausgerüstet. Sein Hubvolumen betrug 489 cm³, er leistete 12 PS bei 3800/min. Wegen eines hohen Verkaufspreises blieb der Erfolg dieser durchaus guten JAP-Puch sehr bescheiden, Puch stellte nur etwa 300 Stück her.
Doch der Bedarf für ein leistungsstarkes Motorrad, das man auch auf Bergstraßen mit einem Beiwagen verwenden konnte, blieb bestehen. So entwickelten die Puchwerke den neuen Typ der Puch 500 mit einem hauseigenen Motor.

## Motor und Kraftübertragung
Das Konzept des Motors war originell: Erstmals baute man einen Zweizylindermotor nach dem Puch-Zweitakt-Doppelkolbenprinzip. Diese fortschrittliche und einfache Konstruktion führte zu einem wirtschaftlichen Fahrzeug. Die Grundidee lag auf der Hand: Um die gewünschte Leistung zu erreichen, setzte man zwei Zylinder der Einzylindermotoren aneinander. Je Zylinder gab es zwei Bohrungen und zwei Kolben auf einer gemeinsamen gabelförmigen Pleuelstange. Die beiden Zylinder lagen in Längsrichtung des Motorrades hintereinander, auch die Kurbelwelle lag demgemäß in Längsrichtung. Zylinderköpfe und Kolben stellte man von Anfang an aus Leichtmetall her. Haupt- und Pleuellager waren Wälzlager. Um die beiden Zylinder gleichmäßig mit Gemisch zu versorgen, entwickelte Puch einen neuen Vergaser, der zwischen den Zylindern angeordnet wurde. Die Luftzufuhr konnte verstellt werden. Eine Frischölpumpe diente der Schmierung des Motors. Ihre Fördermenge war vom augenblicklichen Treibstoffbedarf abhängig und überdies manuell verstellbar. Der Motor mit einem Hubraum von 496 cm³ leistete 14 PS bei einer Verdichtung von 4,7:1 und einer Drehzahl von 3800/min. Von der Kurbelwelle wurde die Leistung über Kegelräder zum Getriebe übertragen. Eine Handschaltung bediente die zunächst drei oder – ab Modell V – vier Vorwärtsgänge. Auch eine Fußschaltung war erhältlich. Eine Rollenkette übertrug die Leistung vom Getriebe auf das Hinterrad. Die Kupplung befand sich in der Hinterradnabe und war ähnlich einer Innenbackenbremse konstruiert.

## Elektrische Anlage
Es ist typisch für die Zeit um 1930, dass die Fachpresse den serienmäßigen Einbau einer Lichtanlage besonders würdigte. Die Konstrukteure verbesserten die elektrische Anlage im Laufe der Produktionsjahre mehrmals. Zunächst gab es eine 30-Watt-Lichtanlage und Magnetzündung, später dann eine 50-Watt-Anlage und Hochspannungs-Batteriezündung.

## Fahrgestell und Seitenwagen
Das Fahrgestell bestand aus einem Rohrrahmen mit vorbereiteten Anschlussstellen für einen Seitenwagen. Das Hinterrad war ungefedert, auf das Vorderrad stützte sich eine Parallelogrammgabel mit Schraubenfedern. Die Gabel bestand zunächst ebenfalls aus Rohrprofilen, ab Modell L gab es eine moderne Pressstahlgabel. Eine komfortable Niederdruck-Bereifung sorgte zusätzlich für die angenehme Straßenlage und ein breiter weich gefederter Fahrersattel für Bequemlichkeit. Puch lieferte keine Seitenwagen; diese wurden von außenstehenden Herstellern bezogen.

## Benzinverbrauch und Betriebserfahrungen
Dank des Puch-Doppelkolben-Prinzips mit seinen günstigen Strömungsverhältnissen im Zylinder blieb der Benzinverbrauch wirtschaftlich. Ein Beiwagengespann der Puch 500 konnte bei sparsamer Fahrweise mit 4,5 Litern Benzin – auch schlechter Qualität – auf 100 km auskommen. Die Erwärmung des hinteren Zylinders war bei Bergfahrten mit bescheidener Geschwindigkeit ein Problem. Durch größere Kühlrippen bei diesem Zylinder wurde etwas abgeholfen. Im Zubehörhandel waren einfache Wasserkühlungen erhältlich, sie wurden aber kaum verwendet. Man behalf sich bei Bergfahrten mit Kühlpausen.

## Modellbezeichnungen und Produktionszahlen
Zeitlich nacheinander wurden folgende Modelle produziert:
| Puch 500- | Z  | Zweizylinder       | 1931      | 600  | Stück |
|           | N  | Neue Ausführung    | 1932/33   | 1000 | Stück |
|           | N2 | Neue Ausführung 2  | 1933      | 600  | Stück |
|           | V  | Viergang           | 1934/35   | 850  | Stück |
|           | L  | Luxus              | 1935/36   | 379  | Stück |
|           | VL | Viergang Luxus     | 1936–1938 | 900  | Stück |
|           |    | Gesamte Produktion | 1931–1938 | 4529 | Stück |

Die Puch 500 stand zu ihrer Zeit dank ihrer Konstruktion, Sparsamkeit und Zuverlässigkeit in der Spitzengruppe der Beiwagenmaschinen. Noch in den 1960er-Jahren waren einzelne Puch-500-Gespanne mit Streckenleistungen von 200.000 km und 30 Dienstjahren auf europäischen Landstraßen im täglichen Einsatz.